# Jincheng
Jincheng és una ciutat a nivell de prefectura situada al sud-est de la província de Shanxi, a la República Popular de la Xina. Comparteix la seva frontera amb la província de Henan al sud i al sud-est. La ciutat és reconeguda com un centre industrial, amb la mineria del carbó una de les seves indústries clau. S'estima que la població de tota la ciutat és de 2,2 milions de persones.
A causa de l'extensa indústria del carbó a la regió, Jincheng ha guanyat notorietat per la contaminació de l'aire. No obstant això, el govern local ha fet recentment importants inversions per solucionar aquest problema. S'han fet esforços per millorar la qualitat de l'aire a la ciutat, com la plantació d'arbres, el desenvolupament i el manteniment de grans parcs i reserves ecològiques, el tancament o la reubicació d'algunes de les fàbriques més contaminants i la promoció de l'ús del gas metà de carbó, que és una font de combustible més neta que el carbó.

## Història
Jincheng té una rica història que es remunta al període dels Estats Combatents. Durant aquest temps, la terra de Jinguo va ser dividida i poblada per Zhao, Wei i Han. Més tard, el difunt monarca Jin es va establir al comtat de Qinshui de Jincheng. La famosa batalla de Changping entre Qin i Zhao va tenir lloc a la ciutat de Gaoping de Jincheng cap al final del període dels Estats Combatents. Després que el primer emperador de Qin va unificar els sis països, la Xina es va dividir en 36 comtats, i bona part de Jincheng i el sud-est de Shanxi pertanyien al comtat de Shangdang. Al llarg de les dinasties Han i Wei, Jincheng va romandre una part del comtat de Shangdang i del comtat de Pingyang.
Durant el període dels Setze Regnes, Murong Yong del Yan occidental va establir la el comtat de Jianxing a la regió meridional del comtat de Shangdang, la qual cosa va marcar l'inici de Jincheng com a comtat. Posteriorment, el nom de comtat de Jianxing es va canviar diverses vegades, primer a Jianzhou durant la dinastia Wei del Nord, després a Zezhou durant la dinastia Sui i, finalment, es va actualitzar a Zezhoufu durant la dinastia Qing. Aquests canvis administratius eren essencialment coherents amb els cinc comtats sota la jurisdicció de Jincheng actual. No va ser fins al període de la República de la Xina que Yuan Shikai va emetre una política per transformar tots els estats xinesos en comtats.

## Clima
Jincheng té un clima continental humit (Köppen Dwa) força sec, influït pel monsó, amb hiverns freds i molt secs, i estius calorosos i humits. La temperatura mitjana mensual oscil·la entre -2,2 °C al gener i 24,2 °C al juliol, i la mitjana anual és d'11,83 °C. Degut a la influència del monsó d'Àsia oriental, més de dos terços dels 576 mil·límetres anuals de precipitació es produeixen de juny a setembre.